# Hyles testacea
Hyles testacea är en fjärilsart som beskrevs av Wladasch. 1933. Hyles testacea ingår i släktet Hyles och familjen svärmare. Inga underarter finns listade i Catalogue of Life.